# Transmisja kulturowa
Transmisja kulturowa – proces przekazywania wartości, norm, wiedzy, umiejętności oraz artefaktów kulturowych między pokoleniami oraz różnymi grupami społecznymi. Dokonuje się poprzez przekaz zasobów wiedzy i wartości zgromadzonych w przeszłości.

## Przykłady koncepcji
Wyróżnia się następujące systemy:
- Johann Friedrich Herbart i system szkoły tradycyjnej,
- szkoła socjalistyczna,
- system pedagogiki oparty na założeniach psychologii behawioralnej.

### Szkoła tradycyjna
Model wywodzący się z pedagogiki zakorzenionej w filozofii.
W XIX wieku Herbart nadał pedagogice rangę naukową. W jego ujęciu pedagogika zajmuje się procesem wychowania prowadzącym do określonego, zamierzonego celu. Jako nauka praktyczna dostarcza środków umożliwiających osiągnięcie założonych rezultatów wychowawczych. Działalność pedagogiczna jest ukierunkowana na kształtowanie określonego typu jednostki. Herbart definiował pedagogikę jako „urabianie człowieka do określonego ideału wychowania”.
Ideał wychowania – sposób formułowania celów pedagogicznych, obraz człowieka pełnego, uznanego za doskonały efekt procesu edukacji.
Na ideał wychowania składają się:
- doskonałość,
- wewnętrzna wolność,
- życzliwość,
- prawo,
- zadośćuczynienie.

## Cele kształcenia
- Internalizacja wiedzy i wartości, które składają się na kulturę legalną (kształcenie pełni funkcję dyscyplinującą),
- adaptacja jednostki do społeczeństwa – poprzez podporządkowanie się regułom porządku społecznego.

## Relacja pomiędzy jednostką, funkcją szkoły a społeczeństwem
- Socjocentryzm – szkoła służy społeczeństwu, podporządkowana jest interesowi zbiorowemu.
- Obiektywizm pedagogiczny – zakłada, że kształcenie powinno opierać się na trwałych, powszechnie zrozumiałych prawdach.

Rozwój człowieka – proces kierowany (gromadzenie przez dziecko doświadczenia i wiedzy).  
Rola środowiska dla rozwoju – szkoła jako instytucja niezbędna, kierująca procesem uczenia się (rozumianym jako nabywanie wiedzy).  
Kształcenie – forma przekazu kulturowego, w której dominuje nauczanie nad uczeniem się.
- normalizacja i standaryzacja – uczniowie są kształtowani według jednego wzorca,
- jednostronny przekaz treści – nauczyciel mówi, uczniowie słuchają,
- przypisywanie wiedzy szkolnej statusu wiedzy niepodważalnej,
- dostosowanie uczniów do istniejącego porządku społecznego,
- działalność szkoły służy utrwaleniu obowiązującego porządku społecznego, w tym podziału na klasy społeczne,
- legitymizacja władzy dominującej.